# Więzień polityczny

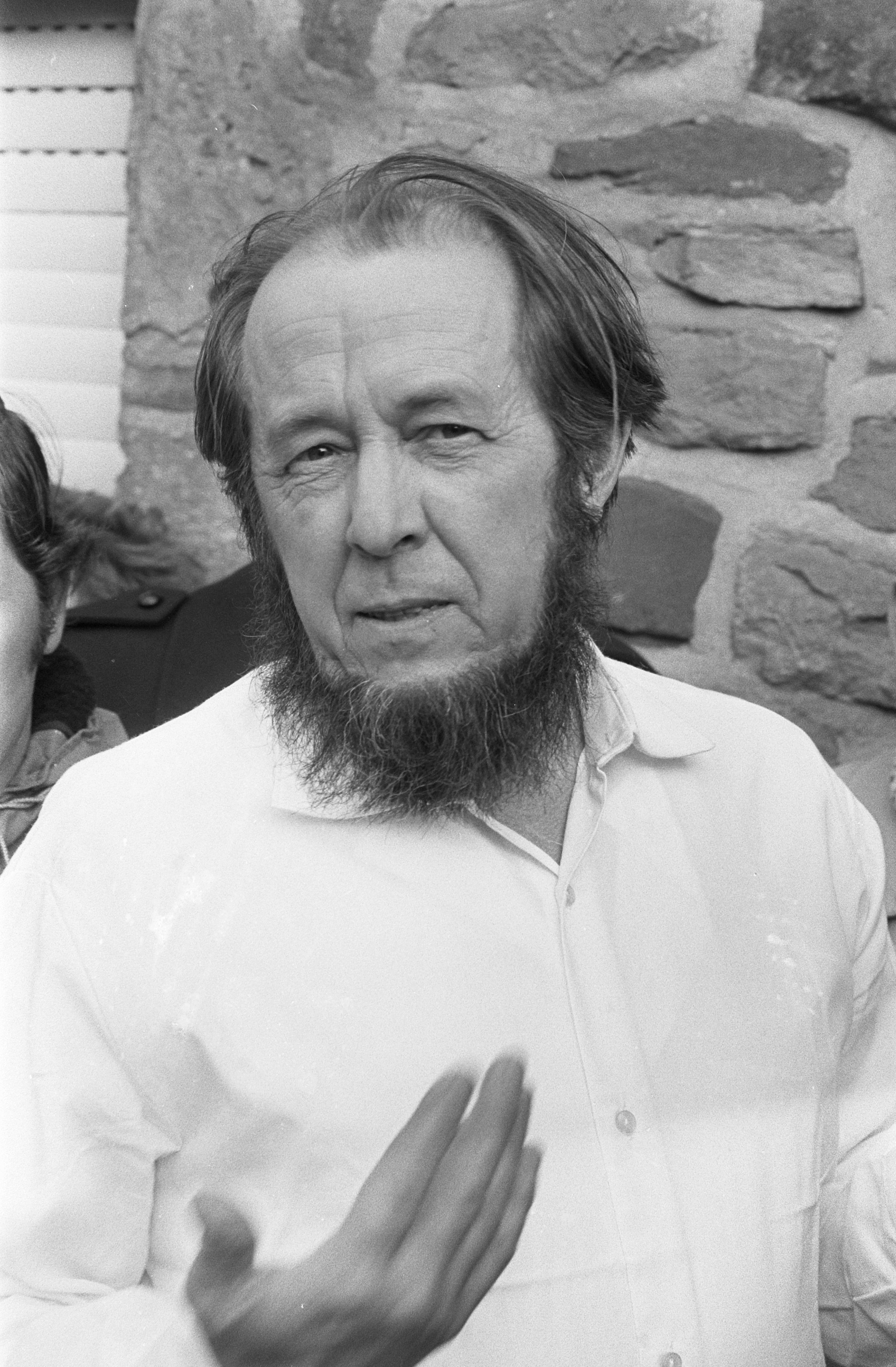
Aleksandr Sołżenicyn, więzień polityczny w ZSRR

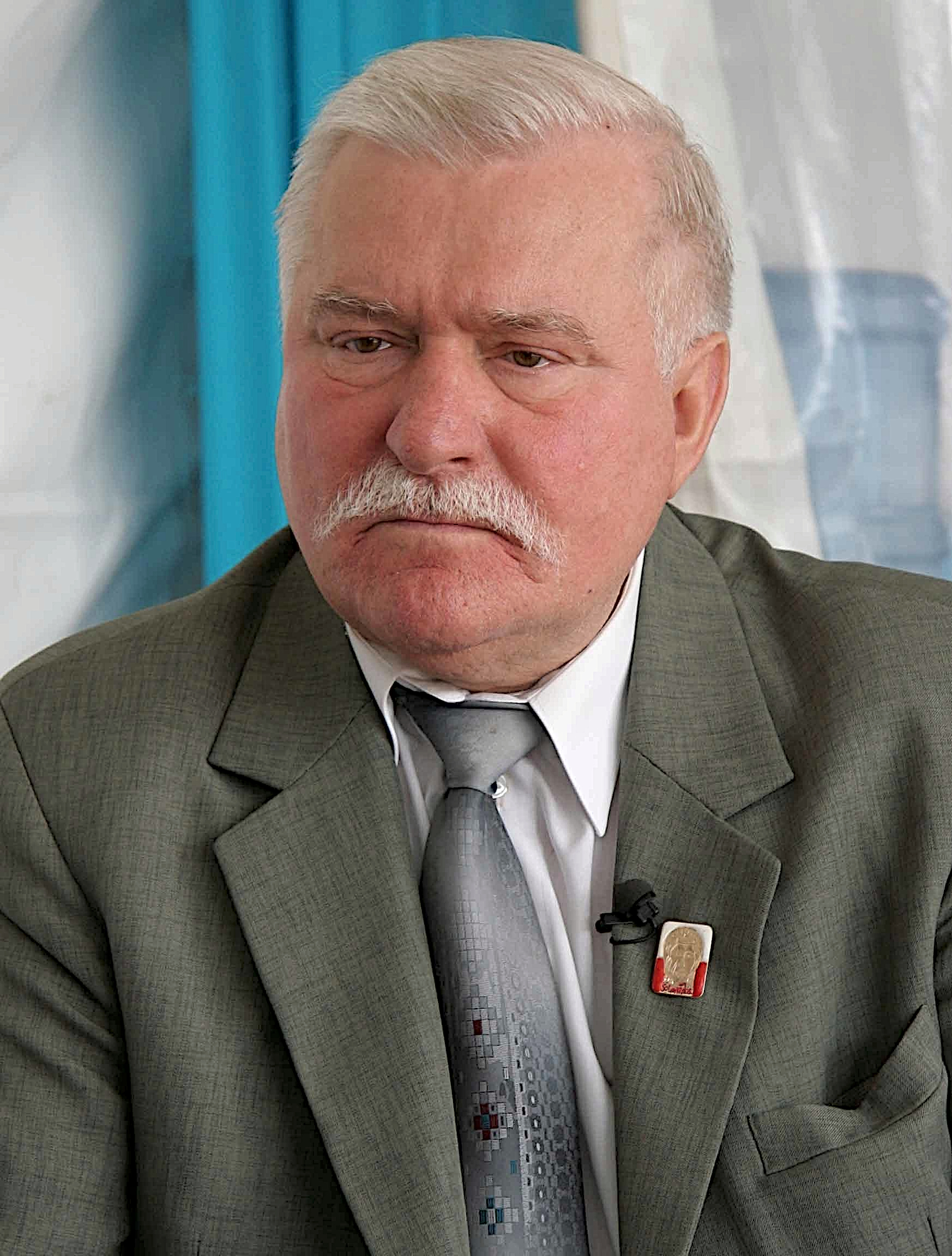
Lech Wałęsa, lider opozycji antykomunistycznej w PRL, więziony w latach 1981–1982

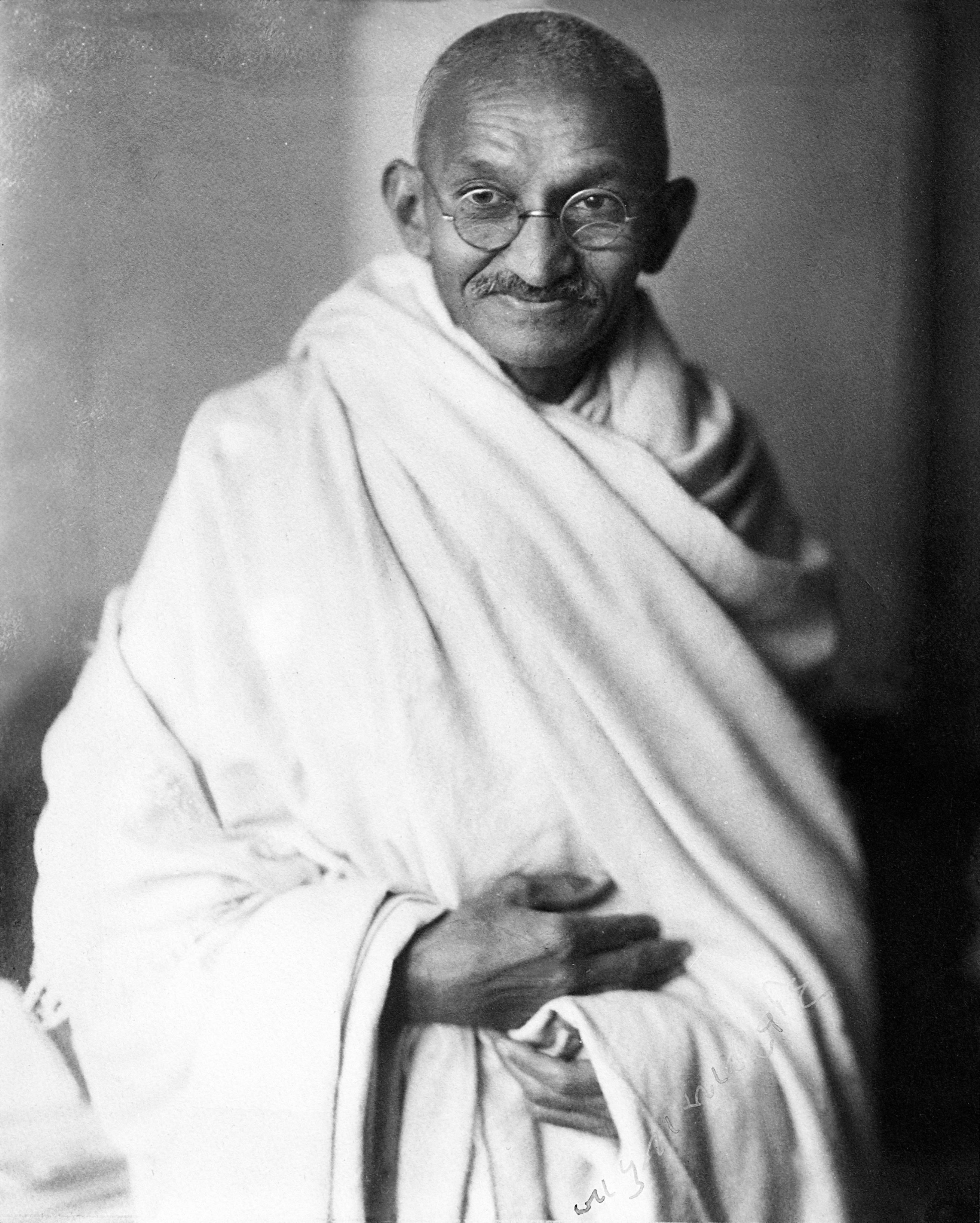
Mahatma Gandhi, przywódca indyjskiego ruchu niepodległościowego

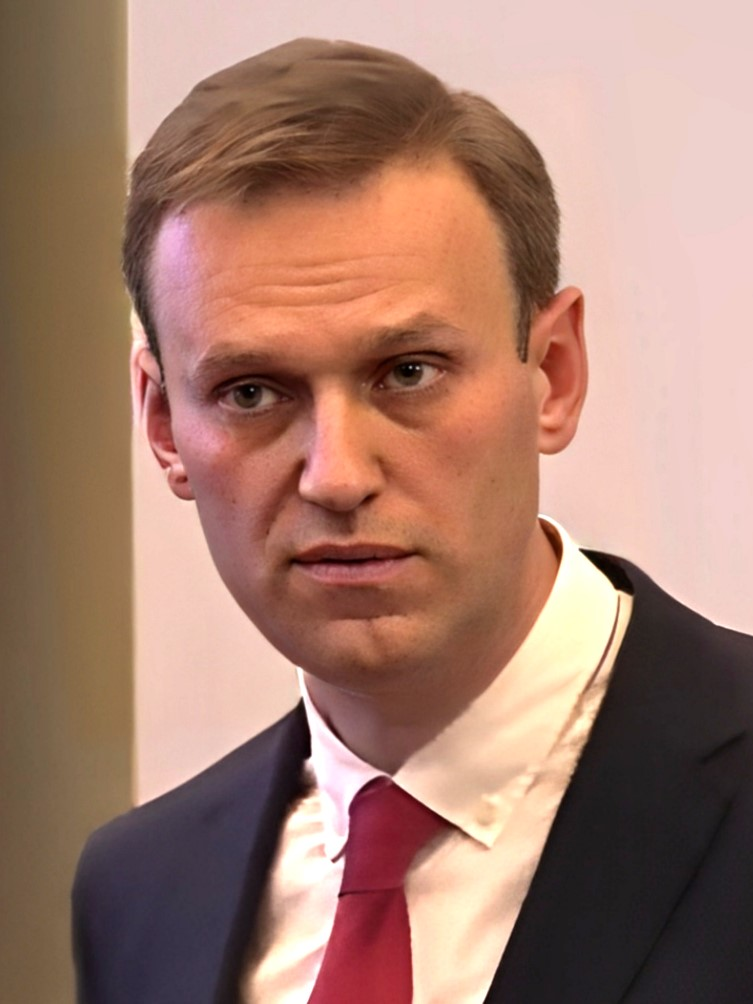
Aleksiej Nawalny, rosyjski opozycjonista, krytyk Władimira Putina

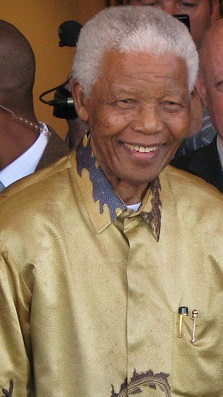
Nelson Mandela, przeciwnik apartheidu w Południowej Afryce

Więzień polityczny – osoba umieszczana w zakładzie karnym lub areszcie domowym ze względu na swoje przekonania polityczne lub poglądy. Często jest to związane z krytyką władzy, a czasem walkami w obrębie jednej partii politycznej. Czasami pojęcie jest utożsamiane z więźniem sumienia. Zwykle w takich przypadkach dowody są fabrykowane. Często więźniowie polityczni po uwolnieniu, jak na przykład Aleksandr Sołżenicyn publikują wspomnienia (w tym wypadku Archipelag GUŁag).

## Przykłady represji
- psychiatria represyjna w ZSRR
- Nacht und Nebel w III Rzeszy
- Więżenie rodzin o poglądach antyrządowych w Korei Północnej
- internowanie w Polskiej Rzeczypospolitej Ludowej

## W Polsce
Więźniowie polityczni w Polsce i na ziemiach polskich (pod administracją innych państw) istnieli przez większą część XIX i XX wieku.

## Istotni historycznie więźniowie polityczni
- Mahatma Gandhi (ur. 2 października 1869, zm. 30 stycznia 1948) – indyjski działacz niepodległościowy i pacyfistyczny, kilkukrotnie więziony
- Kim Dae-jung (ur. 3 grudnia 1925, zm. 18 sierpnia 2009) – polityk południowokoreański, laureat Pokojowej Nagrody Nobla w 2000, uprowadzony przez służby specjalne od 1976 do 1979, od 1980 do 1985 na emigracji w USA, od 1998 do 2003 prezydent kraju
- Nelson Mandela (ur. 18 lipca 1918, zm. 5 grudnia 2013) – czarnoskóry polityk południowoafrykański, laureat Pokojowej Nagrody Nobla w 1993, lider ANC i prezydent kraju w latach 1994–1999, aresztowany w 1956 i ponownie w latach 1962–1990
- Zhang Xueliang (ur. 3 czerwca 1898, 1900 lub 1901, zm. 14 października 2001) – chiński polityk, przywódca Mandżurii, aresztowany za tzw. incydent Xi’an, czyli porwanie Czang Kaj-szeka w 1936
- Aleksandr Sołżenicyn (ur. 11 grudnia 1918, zm. 3 sierpnia 2008) – rosyjski pisarz, autor Archipelagu GUŁag, laureat Literackiej Nagrody Nobla w 1970, aresztowany i zesłany do gułagu za krytykę Józefa Stalina
- Zulfikar Ali Bhutto (ur. 5 stycznia 1928, zm. 4 kwietnia 1979) i jego córka Benazir Bhutto (ur. 21 czerwca 1953, zm. 27 grudnia 2007) – pakistańscy politycy, za prezydentury Muhammada Zia ul-Haqa skazani na karę 2,5 roku więzienia, Zulfikar Ali Bhutto po kilku latach został ponownie schwytany i powieszony
- Robert George Sands (ur. 9 marca 1954, zm. 5 maja 1981) – irlandzki polityk, lider IRA, aresztowany jako kryminalista, zmarł w więzieniu w Maze, gdzie prowadził strajk głodowy przeciwko jego zatrzymaniu
- Lech Wałęsa (ur. 29 września 1943) – lider opozycji antykomunistycznej w Polskiej Rzeczypospolitej Ludowej, internowany w latach 1981–1982 podczas stanu wojennego, prezydent kraju w latach 1990–1995
- Aleksiej Nawalny (ur. 4 czerwca 1976, zm. 16 lutego 2024) – lider rosyjskiej opozycji przeciwko Władimirowi Putinowi, więziony w latach 2021–2024, wcześniej otruty przez FSB, zmarł w więzieniu
- Aleś Bialiacki (ur. 25 września 1962) – białoruski działacz na rzecz praw człowieka, krytyk Aleksandra Łukaszenki, więziony od 2021
- Siarhiej Cichanouski – białoruski działacz prodemokratyczny, więziony w latach 2020–2025
- Andrzej Poczobut – działacz mniejszości polskiej i opozycji na Białorusi, niezależny dziennikarz, więziony od 2021
- Leonard Peltier (ur. 12 września 1944) – amerykański Indianin, skazany na dożywocie za zabójstwo 2 agentów FBI w Pine Ridge w 1975
- Aung San Suu Kyi (ur. 19 czerwca 1945) – birmańska polityk, laureatka Pokojowej Nagrody Nobla w 1991, od 2000 (z przerwą w latach 2002–2003) osadzona w areszcie domowym
- Pasteur Bizimungu (ur. 1950) – rwandyjski polityk, prezydent tego kraju w latach 1994–2000, zwolennik pojednania pomiędzy ludami Hutu i Tutsi, więziony od 2004 do 2007
- Fidel Castro (ur. 13 sierpnia 1926, zm. 25 listopada 2016) – kubański rewolucjonista komunistyczny, przywódca kraju w latach 1959–2008, więziony w latach 1953–1955 za atak na koszary wojskowe w Santiago de Cuba

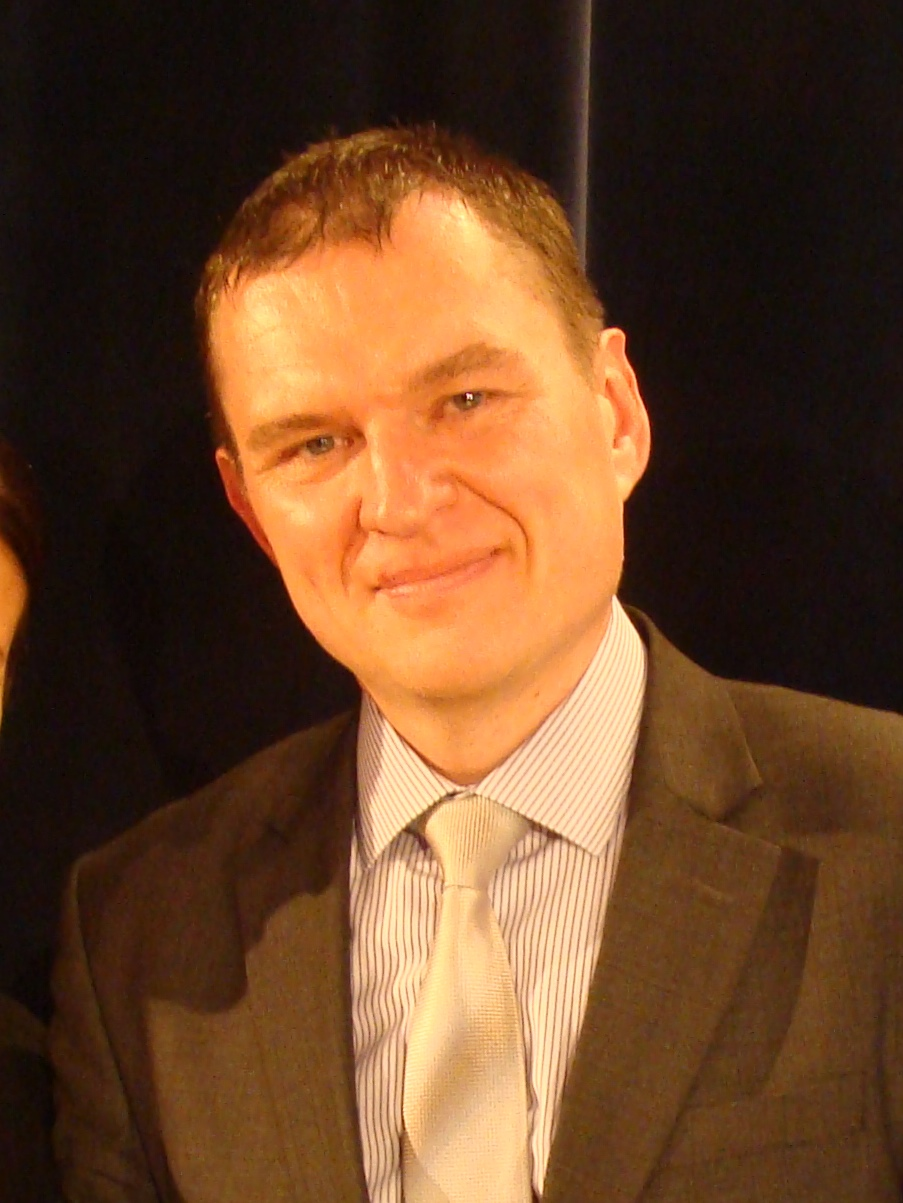
Andrzej Poczobut, białoruski opozycjonista i działacz na rzecz praw mniejszości polskiej

- José Daniel Ferrer – lider kubańskiej opozycji, więziony z przerwami od 2003, działacz na rzecz praw człowiekaAndrzej Poczobut, białoruski opozycjonista i działacz na rzecz praw mniejszości polskiejMichaił Triepaszkin (ur. 7 kwietnia 1957) – rosyjski prawnik, były oficer FSB, próbujący wyjaśnić zamach bombowy na początku II wojny czeczeńskiej w 1999, kilkakrotnie aresztowany
- Michaił Marynicz (ur. 13 stycznia 1940) – białoruski polityk opozycyjny, więziony od 2004 do 2006
- Pramoedya Ananta Toer (ur. 1952, zm. 30 kwietnia 2006) – indonezyjski pisarz, aresztowany, jego dzieła były zakazane w kraju
- Gendun Czokji Nima (ur. 25 kwietnia 1989), XI wcielenie Panczenlamy, zaginął w 1995 w wieku 6 lat, prawdopodobnie przetrzymywany przez Chińczyków
- Waleryj Lewanieuski (ur. 15 sierpnia 1963) – przedsiębiorca, białoruski działacz polityczny i społeczny, skazany na dwa lata więzienia za znieważenie prezydenta Białorusi Alaksandra Łukaszenki
- Ngałang Sangdrol (ur. 1977) – mniszka tybetańska, działaczka na rzecz praw człowieka, więziona od 1990 do 2002
- Jamyang Kyi (ur. 1965) – tybetańska pisarka, producentka telewizyjna i piosenkarka, zaginęła w 2008 po poparciu zamieszek w Tybecie
- Maksim Łuzjanin (ur. 21 sierpnia 1976) – rosyjski kulturysta, przedsiębiorca, opozycjonista, za udział w demonstracjach sprzeciwiających się władzy Władimira Putina aresztowany, torturowany, wreszcie skazany na prace w łagrach